# Андервуд (город, Миннесота)
Андервуд (англ. Underwood) — город в округе Оттер-Тейл, штат Миннесота, США. На площади 1,1 км² (1,1 км² — суша, водоёмов нет), согласно переписи 2002 года, проживают 319 человек. Плотность населения составляет 290,5 чел./км².
- Телефонный код города — 218
- Почтовый индекс — 56586
- FIPS-код города — 27-66172[1]
- GNIS-идентификатор — 0653489[2]